# La Barthe-de-Neste

## Đặc điểm
La Barthe-de-Neste là một xã thuộc tỉnh Hautes-Pyrénées trong vùng Occitanie tây nam nước Pháp. Khu vực này có độ cao trung bình 500 mét trên mực nước biển.
Nơi đây nằm ở ngã tư, dưới chân cao nguyên Lannemezan và ở lối vào thung lũng Neste và Aure. Vào thời Trung cổ, La Barthe-de-Neste là thủ phủ của quận Aure cổ xưa, sau đó là quận của bốn thung lũng.

## Dân số
Đến năm 2020, dân số tại đây là 1.230 người.